# إدو نول
إدو نول (بالهولندية: Edo Knol)‏ هو لاعب كرة قدم هولندي في مركز الوسط، ولد في 13 يوليو 1995 في Velserbroek ‏ في هولندا. لعب مع نادي تلستار ‏.

## وصلات خارجية
- إدو نول على موقع قاعدة بيانات كرة القدم.إي يو (الإنجليزية)
- إدو نول على موقع Soccerway.com (الإنجليزية)